# Rehfelde

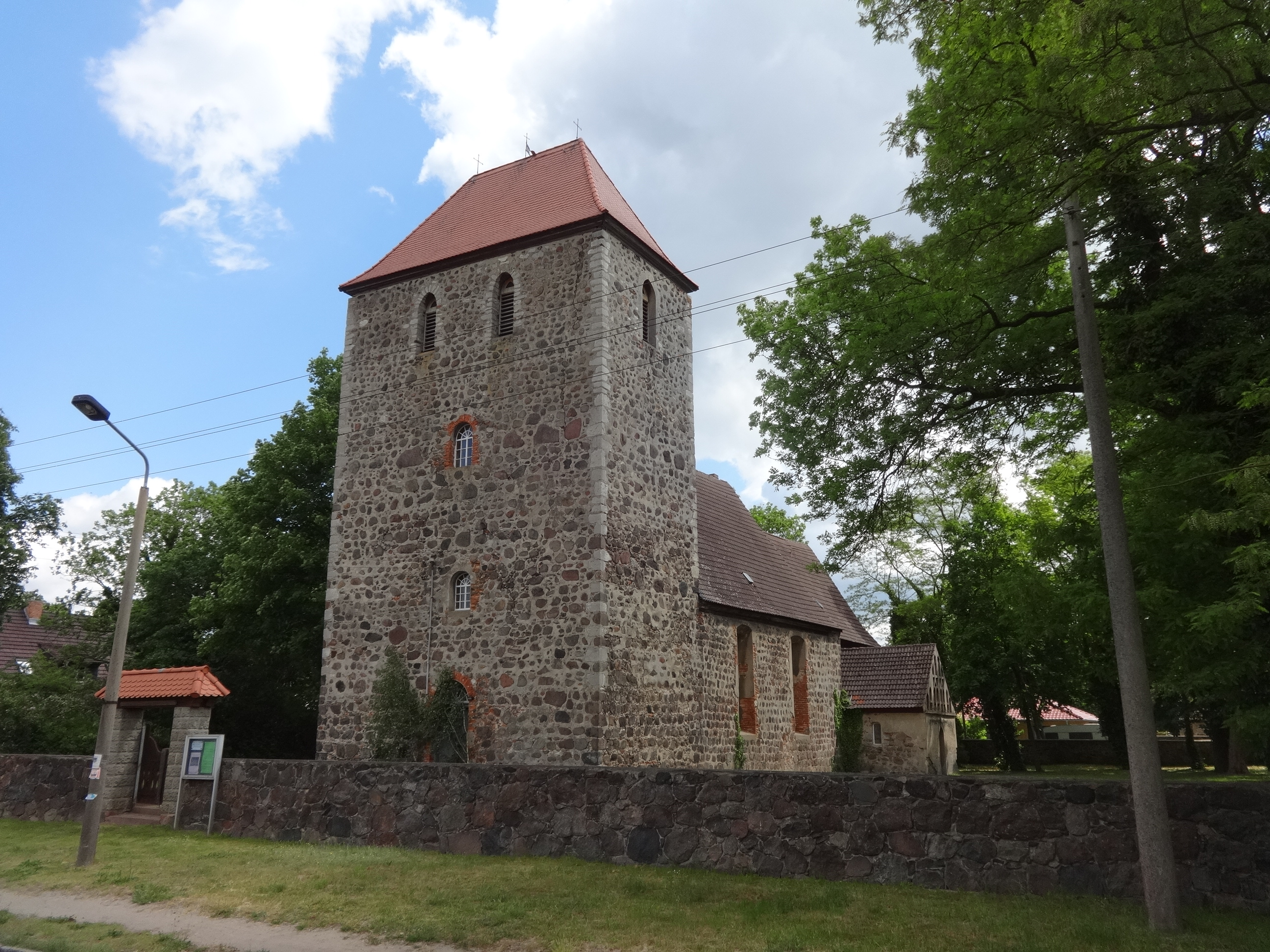
Kirche Rehfelde

Rehfelde ist eine amtsangehörige Gemeinde im Landkreis Märkisch-Oderland in Brandenburg (Deutschland).

## Geografie
Rehfelde befindet sich etwa 30 Kilometer östlich von Berlin und liegt an der Bahnstrecke Berlin–Kostrzyn. Das Gemeindegebiet wird vom Lichtenower Mühlenfließ (auch Zinndorfer Mühlenfließ, Zinndorfer Fließ, oder Garzauer Mühlenfließ) durchflossen.

## Gemeindegliederung
Seit der brandenburgischen Gemeindegebietsreform im Jahr 2003 gliedert sich Rehfelde in folgende Ortsteile:
- (Alt-)Rehfelde mit dem bewohnten Gemeindeteil Rehfelde-Dorf und den Wohnplätzen Herrensee und Rehfelde-Siedlung
- Werder mit den Wohnplätzen Rotes Luch und Sophienfelde (Teile des Roten Luchs gehören jedoch zur Gemeinde Waldsieversdorf)
- Zinndorf mit dem bewohnten Gemeindeteil Heidekrug

Dazu gibt es folgende Ortslagen:
- Rehfelde: Bahnhof, Herrenhorst, Neubaugebiet Schillerstraße/Goethestraße (umgangssprachlich „Legoland“)
- Herrensee: Doraushof

## Geschichte

### Frühzeit
In der Region sind Siedlungsspuren aus der Jungsteinzeit bis hin in die frühere Bronzezeit nachgewiesen. Im Wohnplatz Werder konnten darüber hinaus Funde aus der Slawenzeit sichergestellt werden, die den Barnim bis in die Mitte des 12. Jahrhunderts besiedelten. Die Wettiner drängten sie nach und nach zurück und errichteten Dörfer und Städte, um ihre Herrschaft zu festigen. Experten vermuten, dass so auch Rehfelde, Werder und Zinndorf in der Zeit um 1210 bis 1220 entstanden sein dürften.

### 13. bis 19. Jahrhundert
Rehfelde wurde 1247 das erste Mal in einer Urkunde der Markgrafen Johann I. und Otto III. von Brandenburg als Revelde erwähnt und gehörte zum Kloster Zinna in Jüterbog. Im 13. Jahrhundert errichteten die Bewohner die Kirche Rehfelde. Der Ort erschien 1375 als „Renefeldt“ im Landbuch Karls IV. Aus diesem Jahr ist auch die Existenz eines Kruges bekannt. Die ehemals selbstständigen Dörfer Werder und Zinndorf wurden erstmals 1309 beziehungsweise 1375 urkundlich erwähnt. Das Angerdorf blieb rund 300 Jahre im Besitz der Zisterzienser. Aus dem Jahr 1471 ist mit Nicolaus Grawert der erste Pfarrer überliefert. Der erste Lehnschulze, ebenfalls aus dem Jahr 1471, war Bartholomeus Schröder. Im Jahr 1499 baute die Kirchengemeinde den Westturm an den Sakralbau an. Im Jahr 1547 gelangte der Ort im Zuge der Reformation unter Joachim II. an das Amt Rüdersdorf. Die Einwohner führten von dieser Zeit an die Abgaben und Frondienste an das brandenburgische Kurfürstentum ab. Aus dem Jahr 1565 ist eine Zollstelle im Forsthaus überliefert; 1580 muss eine Schmiede existiert haben. Vom Dreißigjährigen Krieg wurde auch Rehfelde nicht verschont: Rund zwei Drittel der Einwohner verloren ihr Leben. Hinzu kamen Pestepidemien in den Jahren 1626, 1638 und 1642. Anfang des 18. Jahrhunderts hatte sich die Gemeinde von den Schicksalsschlägen weitgehend erholt. Im Jahr 1713 begann Johann Schujahn mit dem Unterricht im Pfarrhaus. Im Jahr 1722 sanierte die Gemeinde die Kirche und baute einen reich verzierten Altar und eine Kanzel ein. Ebenso ist die Existenz einer Schmiede aus dieser Zeit überliefert. In den Jahren 1730 und 1731 wurden große Teile der Ernte durch Heuschrecken zerstört. Um 1740 errichtete die Gemeinde vermutlich das erste Schulgebäude. Der erste ausgebildete Lehrer kam mit Carl Friedrich Köppen in den Jahren 1782 bis 1789 in den Ort. Im Zuge der Preußischen Reformen hielt die Bauernbefreiung mit Wirkung zum 11. November 1810 auch in Rehfelde Einzug. Neues Leid brachten jedoch die Koalitionskriege mit Brandschatzungen, Einquartierungen von Soldaten und Misshandlungen der Bevölkerung. Die Bewohner errichteten im Jahr 1820 eine Windmühle. Ein weiterer wirtschaftlicher Aufschwung erfolgte durch den Anschluss an die Preußische Ostbahn ab dem Jahr 1858. Die Eröffnung der Strecke fand am 1. Oktober 1867 statt. Infolgedessen siedelten sich mehrere Bauern in der Nähe des Bahnhofs an; es entstanden neue Siedlungen, die sogenannten Kolonien. Die erste Bahnstation entstand im Jahr 1874 und bestand lediglich aus einer Wartehalle und einer Uhr an den beiden Bahnsteigen. 1895 eröffnete eine weitere Schmiede im Ort. Der alte Friedhof schloss am 7. März 1897. Bestattungen fanden von diesem Zeitpunkt an auf dem neuen Friedhof am Klosterdorfer Weg statt.

### 20. und 21. Jahrhundert

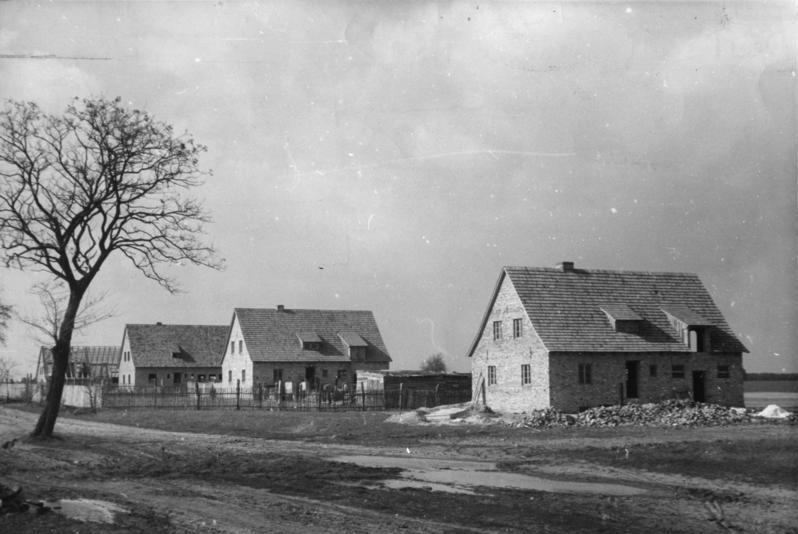
Im Zuge der Bodenreform in der DDR gebaute Neubauernhäuser in Rehfelde 1949

Die Bevölkerung wuchs weiter und so entstand 1904 ein weiteres Schulgebäude nördlich der Kirche. Mit der Grundsteinlegung einer Sperrholzfabrik im Jahr 1906 kam auch erstmals ein Unternehmen des produzierenden Gewerbes nach Rehfelde. Am 3. September 1907 entgleiste, nachdem bei einem Schienenstück die Befestigungsschrauben in den Schwellen gelockert worden waren, nachts der Schnellzug Nr. 6 von Insterburg nach Berlin mit einer Geschwindigkeit von ca. 85 km/h beim Bahnhof Rehfelde. Ein Teil der Wagen stürzte um. Fettgasbehälter im Speisewagen brachen, das Gas strömte aus und entzündete sich. Der Wagen verbrannte vollständig, die beiden benachbarten Wagen je zur Hälfte. Ein Reisender verbrannte, darüber hinaus wurden acht Menschen verletzt. Für die Ergreifung des Täters oder der Täter wurde eine Belohnung von zunächst 2.000 Mark ausgesetzt, die später auf 5.000 Mark erhöht wurde – vergeblich. Ein Jahr später errichtete die Gemeinde das Bahnhofsgebäude; ein weiteres Jahr später wurde das Postamt eröffnet. Am 12. Juli 1908 gründeten zwölf Bürger eine Freiwillige Feuerwehr, die bereits einen Monat später bei einem Brand einer Scheune zum Einsatz kam. In den Jahren 1909 und 1910 erweiterte die Gemeinde den Bahnhof um einen Lagerschuppen und eine Laderampe. Angesichts der steigenden Fahrgastzahlen wurde der Warteraum durch einen Anbau erweitert, in dem auch ein Fahrkartenschalter und eine Gaststätte untergebracht waren. 1909 entstanden weiterhin das Stellwerk sowie ein Backsteinbau für die Familien der Eisenbahner. Auf der anderen Gleisseite errichtete die Gemeinde drei weitere Backsteinbauten sowie eine repräsentative Gaststätte, die im 21. Jahrhundert als Sparkasse genutzt wurde. Anfang des 20. Jahrhunderts stieg die Einwohnerzahl stark an. Der Grund dafür waren steigende Mieten in Berlin, die zu einem verstärkten Zuzug führten. Im Ersten Weltkrieg verloren 24 Einwohner der Gemeinde ihr Leben.
Im Jahr 1922 gründete sich die Ortsgruppe der KPD, fünf Jahre später die der SPD. 1928 baute die Gemeinde eine neue Grundschule in Rehfelde-Siedlung. Dieser neue Bereich bildete sich ebenso wie die Ortsteile Bahnhof, Richterswalde, Herrensee und Herrenhorst auf Grund des steigenden Zuzuges heraus. Der Haltepunkt Herrensee entstand auf Initiative der damals zugezogenen Berliner Bürger, die sich seit 1900 in der Region niedergelassen hatten. Sie wünschten eine direkte Bahnanbindung und übernahmen daher die Kosten für den Bau und den Unterhalt der Anlage. Die Einweihung des Haltepunktes mit den zwei Bahnsteigen fand am 8. Juli 1928 statt. Wenige Jahre später erweitern die Bürger die Anlage um eine Bahnwärterhaus, eine Fahrkartenausgabe und ein Stellwerk. In der Zeit des Nationalsozialismus leisteten einige Bürger der Gemeinde Widerstand, darunter der Kommunist Wilhelm Betke und der Pfarrer Otto Perels. Im Zweiten Weltkrieg wurden mehrere Häuser bei Bombenangriffen im Jahr 1944 zerstört. Rund 100 Menschen verloren auf Grund des Krieges ihr Leben. Die Zentralfront der Roten Armee rückte im April 1945 auf Berlin vor und forderte die Bewohner auf, die Gemeinde am 17. April 1945 zu verlassen. Bereits zuvor eingetroffene Flüchtlinge zogen weiter in den Norden, wurden dort aber wieder zurückgeschickt.
Bei der Bodenreform in den Jahren 1945 bis 1949 verteilte der Staat rund 1.000 Hektar Land an Umsiedler und Bauern, die Neubauernhöfe errichteten. Am 20. Februar 1953 gründete sich die LPG Friedrich Ebert, die später in Roter Stern umbenannt wurde. Im Jahr 1960 schloss die Schmiede in Rehfelde-Dorf. In den darauf folgenden Jahren entstanden zahlreiche neue Gebäude, beispielsweise im Jahr 1966 die Erweiterung der Schule oder im Jahr 1975 der Bau der Sportanlage. Eine Kita eröffnete am 10. Januar 1984, ein Jugendclub am 7. Oktober 1989.
Nach der Wende stellten viele der vorhandenen Industriebetriebe die Produktion ein. Dieser Verlust konnte in den 2000er Jahren zum Teil kompensiert werden. Die Anzahl der Wohngebäude hat sich in den Jahren 1990 bis 2013 mehr als verdoppelt. Rehfelde zählt zu den wenigen Landgemeinden im Kreis, deren Bevölkerungszahl ansteigt.

### Verwaltungsgeschichte
Rehfelde gehörte seit 1817 zum Kreis Niederbarnim in der Provinz Brandenburg und ab 1952 zum Kreis Strausberg im DDR-Bezirk Frankfurt (Oder). Seit 1993 liegt die Gemeinde im brandenburgischen Landkreis Märkisch-Oderland.
Am 26. Oktober 2003 wurden Werder und Zinndorf nach Rehfelde eingemeindet.

## Bevölkerungsentwicklung
| Jahr | Einwohner |
| ---- | --------- |
| 1875 | 0 493     |
| 1890 | 0 501     |
| 1910 | 0 771     |
| 1925 | 1 405     |
| 1933 | 2 101     |
| 1939 | 2 411     |

| Jahr | Einwohner |
| ---- | --------- |
| 1946 | 2 357     |
| 1950 | 2 492     |
| 1964 | 2 513     |
| 1971 | 2 706     |
| 1981 | 2 498     |
| 1985 | 2 388     |

| Jahr | Einwohner |
| ---- | --------- |
| 1990 | 2 186     |
| 1995 | 2 347     |
| 2000 | 3 323     |
| 2005 | 4 568     |
| 2010 | 4 457     |
| 2015 | 4 789     |

| Jahr | Einwohner |
| ---- | --------- |
| 2020 | 5 221     |
| 2021 | 5 321     |
| 2022 | 5 309     |
| 2023 | 5 354     |
| 2024 | 5 403     |

Gebietsstand des jeweiligen Jahres, Einwohnerzahl: Stand 31. Dezember (ab 1991), ab 2011 auf Basis des Zensus 2011, ab 2022 auf Basis des Zensus 2022

## Politik

### Gemeindevertretung
Die Gemeindevertretung von Rehfelde besteht entsprechend der Einwohnerzahl der Gemeinde seit 2024 aus 18 Gemeindevertretern und dem ehrenamtlichen Bürgermeister. Die Kommunalwahl am 9. Juni 2024 führte bei einer Wahlbeteiligung von 74,5 % zu folgendem Ergebnis:
| Partei / Wählergruppe             | Stimmenanteil 2019 | Sitze 2019 |        | Stimmenanteil 2024 | Sitze 2024 |
| --------------------------------- | ------------------ | ---------- | ------ | ------------------ | ---------- |
| FÜR Rehfelde, Werder und Zinndorf | 25,6 %             | 4          | 28,5 % | 5                  |            |
| MeineDeineGemeinde                | –                  | –          | 28,1 % | 5                  |            |
| AfD                               | 10,9 %             | 2          | 20,1 % | 4                  |            |
| Zukunft — Liste Donath            | 11,4 %             | 2          | 09,8 % | 2                  |            |
| CDU                               | 10,7 %             | 2          | 08,0 % | 1                  |            |
| Bündnis Rehfelde 24/29            | –                  | –          | 05,5 % | 1                  |            |
| BürgerGemeinschaft Rehfelde       | 18,8 %             | 3          | –      | –                  |            |
| Die Linke                         | 13,4 %             | 2          | –      | –                  |            |
| Bündnis 90/Die Grünen             | 07,6 %             | 1          | –      | –                  |            |
| FDP                               | 01,7 %             | –          | –      | –                  |            |
| Insgesamt                         | 100 %              | 16         | 100 %  | 18                 |            |

### Bürgermeister
- 1998–2003: Arno Neumenn (FDP)[17]
- 2003–2008: Lutz Schwarz[18]
- 2008–2019: Reiner Donath (Aktive Wählergruppe)[19]
- seit 2019: Patrick Gumpricht (FÜR Rehfelde, Werder und Zinndorf)[20]

Gumpricht wurde in der Bürgermeisterwahl am 9. Juni 2024 mit 51,6 % der gültigen Stimmen in seinem Amt bestätigt. Seine Amtszeit beträgt fünf Jahre.

### Wappen
| Wappen von Rehfelde | Blasonierung: „In Grün unter erhöhtem rot-silbern geschachten Schrägrechtsbalken ein goldener Rehbock auf silbernem Boden.“         |
| Wappen von Rehfelde | Das Wappen wurde vom Erfurter Heraldiker Frank Diemar gestaltet und am 16. Oktober 1997 durch das Ministerium des Innern genehmigt. |

### Flagge
„Die Flagge ist Weiß und mittig mit dem Gemeindewappen belegt.“

### Partnergemeinde
Rehfelde schloss am 12. Oktober 2005 einen Partnerschaftsvertrag mit der Gemeinde Zwierzyn in Polen ab. Ein Austausch erfolgt beispielsweise anlässlich der Gemeindetage in Zwierzyn, des Volksfestes in Rehfelde oder bei einer alljährlich stattfindenden „Radtour der Freundschaft“.

## Sehenswürdigkeiten und Kultur
In der Liste der Baudenkmale in Rehfelde stehen die in der Denkmalliste des Landes Brandenburg eingetragenen Baudenkmale.
- Evangelische Dorfkirche Sankt Annen im Ortsteil Zinndorf, eine um 1250 von Mönchen der Zisterzienser mit Feldsteinen und Findlingen gebaute spätromanische Kirche.
- Kirche Rehfelde, Chorquadratkirche, die in der zweiten Hälfte des 13. Jahrhunderts aus regelmäßig geschichteten Feldsteinen errichtet wurde. Der Turm entstand zu einem späteren Zeitpunkt. In der flach gedeckten Kirche befinden sich eine Kanzel, ein Altar sowie eine Orgelempore aus dem Jahr 1722 sowie eine pokalförmige Fünte aus Rüdersdorfer Kalkstein. Sie ist das älteste noch erhaltene Gebäude im Ort.
- Dorfkirche in Werder: Die Feldsteinkirche entstand um 1234 als Chorquadratkirche, die 1499 um ein Kirchenschiff und in der Mitte des 15. Jahrhunderts um einen Kirchturm erweitert wurde. Im Innern befindet sich ein Taufstein aus Rüdersdorfer Kalkstein aus dem Jahr 1553 sowie ein Leuchterpaar aus dem 16. Jahrhundert. Eine der beiden Glocken hat einen Durchmesser von 1,13 Metern.
- Heimatmuseum in einem Nebengebäude der Schule, zeigt eine ständige Ausstellung zur Heimatgeschichte. Der Schwerpunkt liegt dabei auf der Dorf- und Schulgeschichte sowie der Handwerker- und Industriegeschichte. Ein weiterer Schwerpunkt befasst sich mit der Entwicklung der preußischen Ostbahn. Die ehrenamtlich tätigen Mitglieder der Heimatstube bieten geführte Wanderungen an und pflegen einen Naturlehrpfad.
- Wanderweg Lilien-Rundweg, führt über rund 17 Kilometer vom Bahnhof Rehfelde entlang der Feldsteinkirchen nach Garzau-Garzin und über Werder und Zinndorf zurück nach Rehfelde.[25] Ein weiterer Rundweg führt in das Niedermoorgebiet Rotes Luch. Daneben existiert ein rund zwei Kilometer langer Naturerlebnispfad mit einem Insektenhotel, einem Findlingspfad, der Scheibe einer 165 Jahre alten Fichte sowie Schautafeln zur Tier- und Pflanzenwelt.
- Einziger deutsch-polnischer Liederweg in Deutschland, den der Rehfelder Sängerkreis anlässlich seines 25-jährigen Jubiläums im Jahr 2013 eröffnete. Die Mitglieder stellten dazu 33 behauene Granitsteine und Findlinge auf einem zwölf Kilometer langen Wanderweg auf. Auf den Steinen sind die Liedtafeln mit 25 deutschen und acht polnischen Volksliedern angebracht, um die „Heimatliebe und Verbundenheit mit der Region weiter auszuprägen“.[26]
- Herrensee, zwei Kilometer vom gleichnamigen Haltepunkt entfernt, gehört zum Naturschutzgebiet Lange Dammwiesen und Unteres Annatal. Ein Rundweg führt um den See. Schautafeln informieren über die Fauna und Flora im Gebiet.

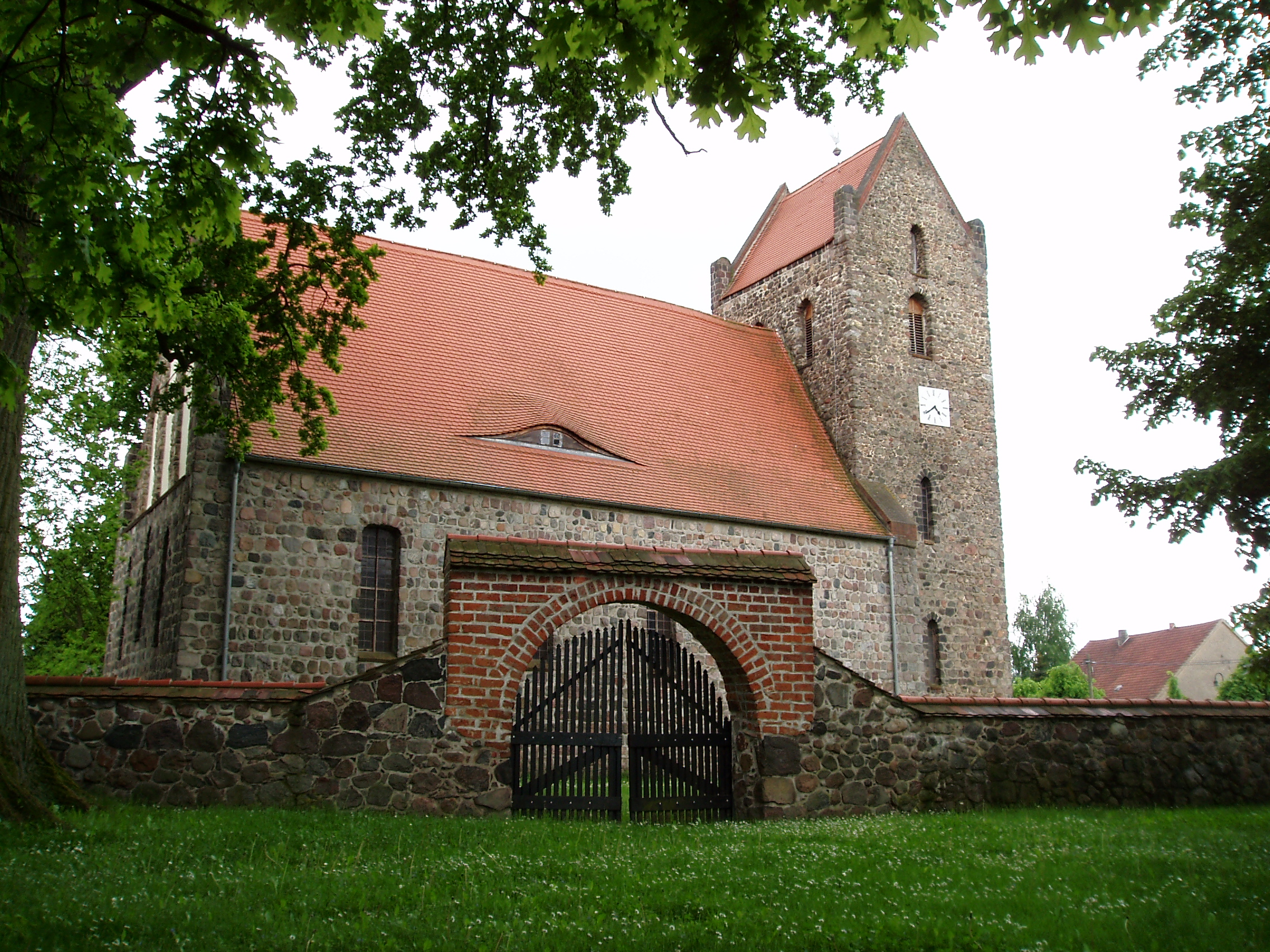
Sankt Annen-Kirche in Zinndorf
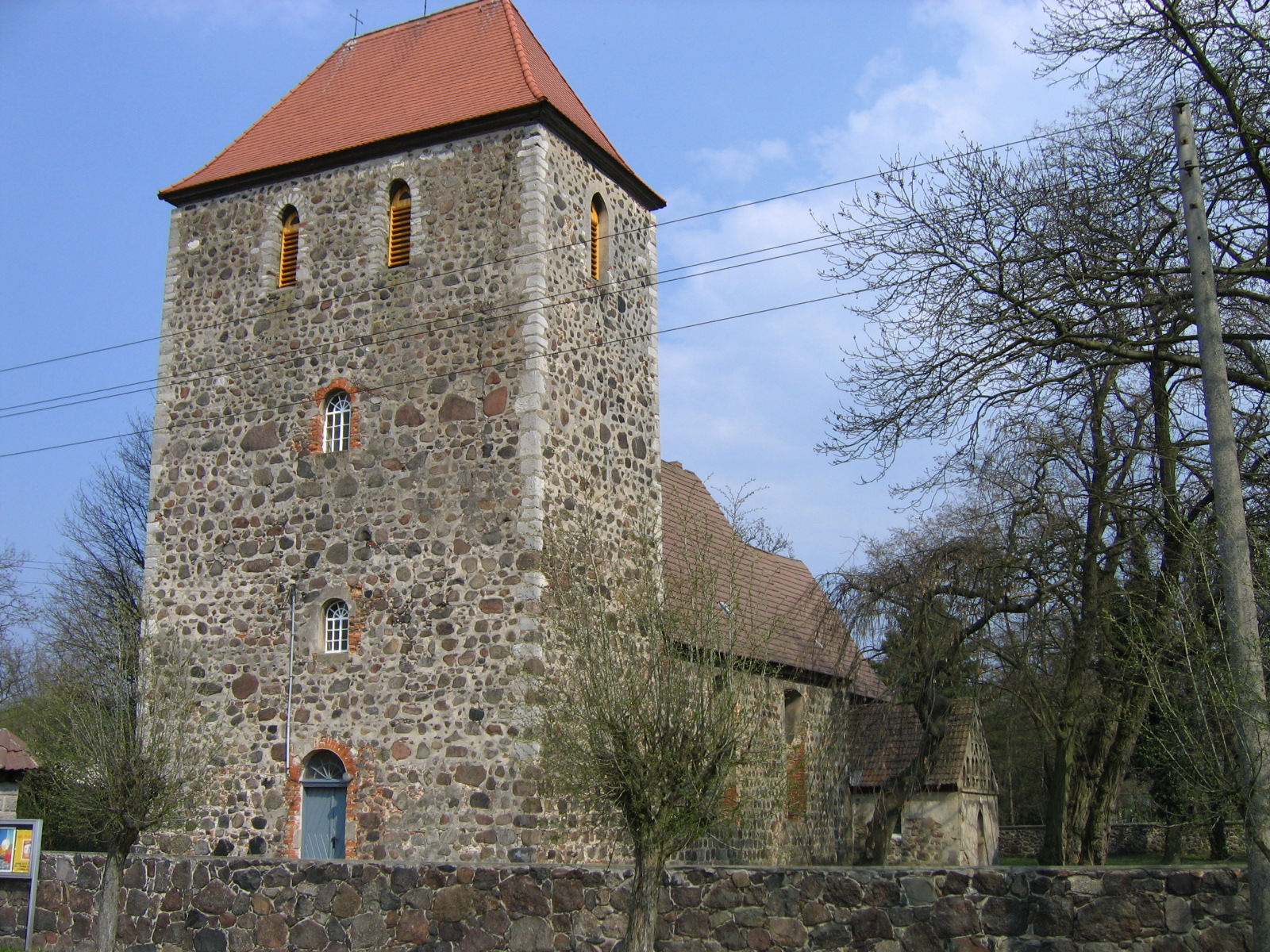
Kirche in Rehfelde
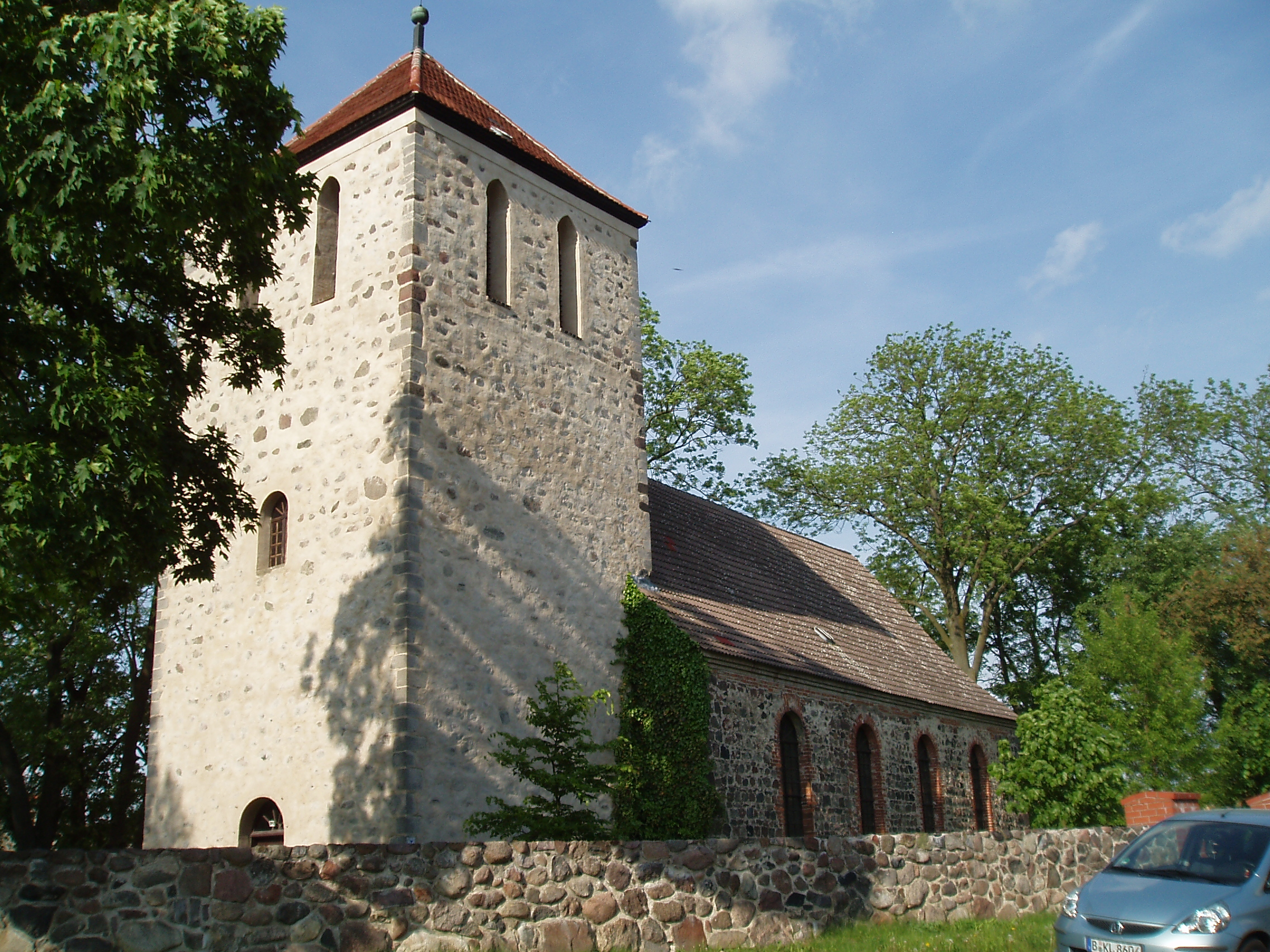
Kirche in Werder

Veranstaltungen
In der Gemeinde finden regelmäßig Veranstaltungen statt, beispielsweise Osterfeuer in allen Ortsteilen, eine Radtour zum Sattelfest nach Altlandsberg am letzten Sonntag im April oder das Zinndorfer Oktoberfest am ersten Wochenende im Oktober. Die Gemeinde beteiligt sich weiterhin an der Brandenburger Landpartie.

## Wirtschaft und Infrastruktur

### Wirtschaft
Laut einer Informationsschrift des Amtes Märkische Schweiz aus dem Jahr 2015 sind in Rehfelde insgesamt rund 450 Gewerbetreibende und Selbstständige aktiv. Sie arbeiten in der Landwirtschaft, im Transport- und Bauwesen, in der Lagerwirtschaft sowie in der Energieerzeugung.

### Verkehr
Rehfelde liegt an der Landesstraße 233 zwischen Tasdorf an der Bundesstraße 1 / 5 und Strausberg.

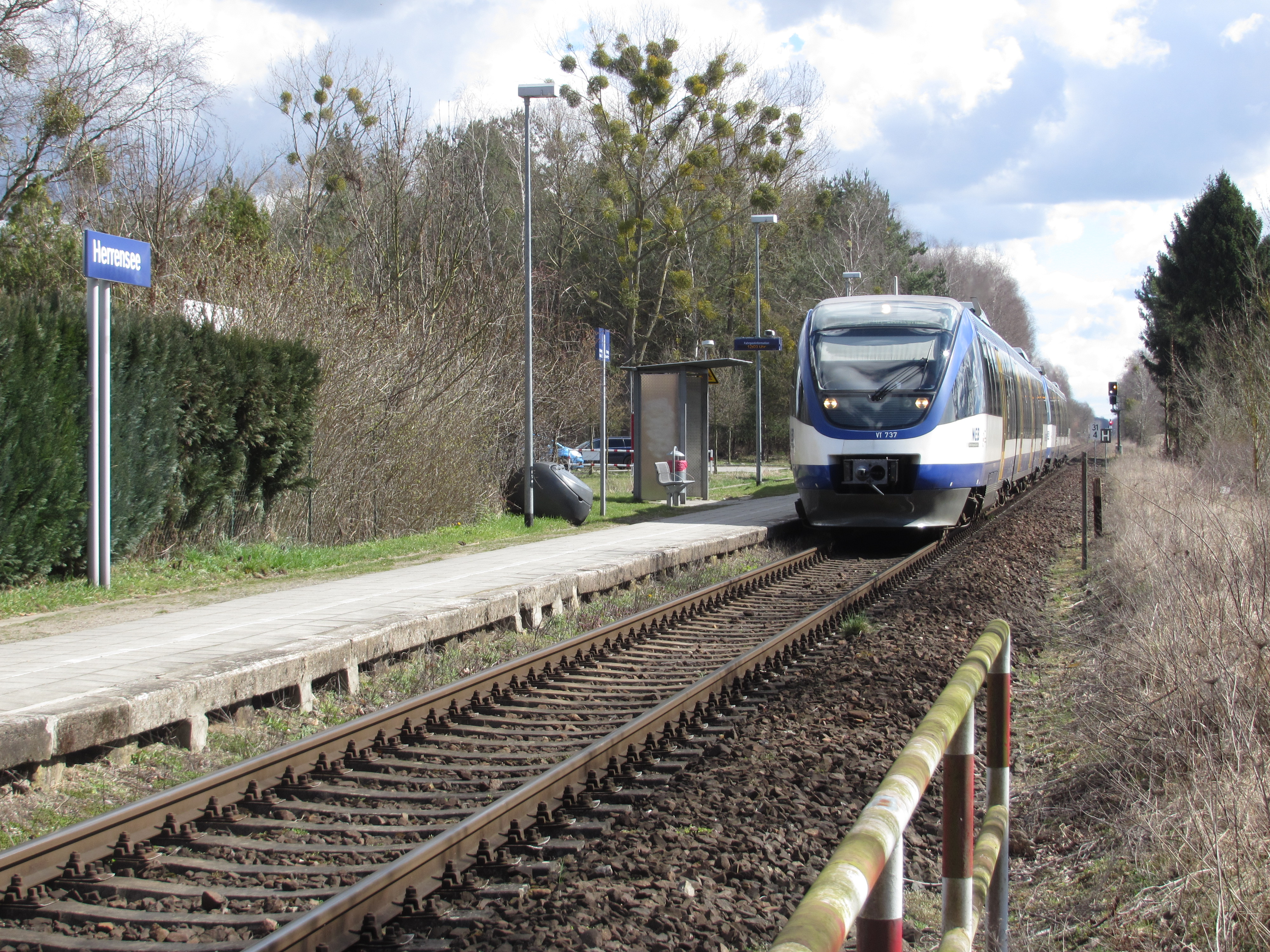
Station Herrensee mit Zug der NEB

Die Haltepunkte Herrensee und Rehfelde liegen an der sogenannten Ostbahn. Sie werden tagsüber von der Regionalbahnlinie RB 26 Berlin Ostkreuz–Kostrzyn im Stundentakt bedient.

### Bildung
In der Gemeinde existiert die Grundschule Rehfelde, in der im Jahr 2015 insgesamt 18 Lehrer 236 Schüler unterrichten. Sie belegen die Räumlichkeiten im historischen Schulgebäude, dem Haus 1 mit Lehrküche und Speiseraum sowie dem Neubau (Haus 2) mit Computerraum und Lernwerkstatt. Kleinere Kinder können den Hort Raxli-Faxli, die Kindertagesstätte Fuchsbau Rehfelde und die Kita Zinndorf besuchen. Letztere erhielt 2011 die Auszeichnung Haus der kleinen Forscher. Daneben stehen den Einwohnern der Jugendclub „Gleis 3“ sowie eine Gemeindebibliothek mit rund 11.500 Büchern zur Verfügung. Im Jahr 2015 sind insgesamt elf Vereine in der Gemeinde aktiv. Der Sportplatz ist der einzige Stützpunkt des DFB im Land Brandenburg. Ein Modellflugclub betreibt seit 2012 ein Fluggelände in Werder.

## Persönlichkeiten
- Moritz Heimann (1868–1925), Schriftsteller und Lektor, in Werder geboren
- Udo Düllick (1936–1961), eines der ersten Todesopfer an der Berliner Mauer, in Werder geboren